# Njursa
La Njursa (in russo Нюрса?; Bol'šaja Njursa nell'alto corso: Большая Нюрса) è un fiume della Russia siberiana occidentale, affluente di sinistra della Čaja (bacino idrografico dell'Ob'). Scorre nei rajon Bakčarskij e Čainskij dell'Oblast' di Tomsk.
Il fiume ha origine nella regione del Vasjugan'e. Scorre in direzione prevalentemente orientale/sud-orientale e sfocia nella Njursa a 156 km dalla foce. La lunghezza del fiume è di 179 km, il bacino imbrifero è di 1 800 km².